# Анкарски университет
Анкарския университет (на турски: Ankara Üniversitesi) е държавно висше учебно заведение в град Анкара, столицата на Република Турция. Това е първият университет, основан в Турция след прогласяването на страната за република от Мустафа Кемал Ататюрк през 20-те години на XX век.

## Структура
Университетът е основан през 1946 г. Университетът е структуриран в 17 факултета, 13 института и 4 колежа.
Списъкът с известни лица, дипломирани в университета, включва имена като Дениз Байкал, Бюлент Арънч, Халил Иналджък (историк), Селахатин Демирташ, Дениз Чакър, Илбер Ортайлъ (историк), Сюлейман Гьокче и стотици други личности, част от турския политически, икономически и управленски елит.
Класира се в световната ранглиста за най-добрите 800 университети в света, като попада в местата между 250 и 300 място (2017 г.). В рамките на Турция заема 26-о място, през 2016 г.